# Les Traces du rêve
Pour plus de détails, voir Fiche technique et Distribution.
Les Traces du rêve est un film documentaire réalisé par Jean-Daniel Lafond, sorti en 1986.
Ce documentaire, produit par l'Office national du film du Canada, a pour thème la vie et l'œuvre du cinéaste et poète québécois Pierre Perrault. Le film contient une analyse critique de son œuvre.

## Synopsis

### Extraits
Perreault sur sa relation au cinéma, confessant son manque d’affection pour le œuvres qui ne représentent pas les hommes de « chair et de sang », et qui sont « faites pour des enfants » : « Le berger m’intéresse, mais pas Jane Fonda en bergère. » Perreault
« Pour moi le Québec c’est plusieurs fois l’enfance, mon enfance. J’avais la sensation que dans ce pays-là il y avait un secret que la France avait perdu. » Michel Serres
« C’est pas la peine de conserver le patrimoine d’un peuple qui n’en produit plus. Il faut produire du patrimoine, il faut pas le conserver. Il va se conserver tout seul. On se donne, on s’abandonne au commerce. C’est le mépris. » Perreault
« Il faut une volonté de s’appartenir, avoir envie de soi. » Perreault
« Découvrir l’Isle-aux-coudres, c’est comme découvrir le désert au XIXe siècle. J’ai beaucoup plus appris dans des endroits comme L’Isle-aux-coudres que dans n’importe quel livre, n’importe quelle bibliothèque. Pierre Perreault a raison, il a découvert un secteur de bibliothèque inconnu. » Michel Serres
Marie Tremblay raconte à Perreault, évoquant sa marche de retour de l’église avec sa canne, dans le chemin enneigé : « À mon âge, on ne vit plus, on dévie. » Perreault
« Je voulais montrer qu’on valait la peine d’être vécu. […] On ne se soupçonnait même pas. » Perreault
« L’art je veux bien, mais la vie bon dieu ! Je suis fou, je suis dément, j’aime la réalité, j’aime les hommes vivants. » Perreault
« Ce qui compte, c’est pas de créer un pays imaginaire, c’est de créer l’imaginaire d’un pays. » Gaston Miron au sujet des films de Perreault.
« Les hommes sont dépaysés. Et, dans notre pays, être dépaysé, c’est grave. » Perreault

## Fiche technique
- Titre : Les Traces du rêve
- Réalisation : Jean-Daniel Lafond
- Scénario : Jean-Daniel Lafond
- Photographie : François Beauchemin, Martin Leclerc
- Montage : Babalou Hamelin
- Musique : Pierre Perrault
- Direction artistique :
- Décors :
- Costumes :
- Son :
- Producteur :Jacques Vallée
- Société de production : Office national du film du Canada
- Société de distribution : Office national du film du Canada
- Pays d'origine :  Canada
- Langue : Français québécois
- Format : Couleurs
- Genre : Film documentaire, Film biographique
- Durée : 96 minutes (1 h 36)
- Dates de sortie :

## Distribution
- Pierre Perrault : lui-même
- Stéphane-Albert Boulais : lui-même
- Jacques Douai : lui-même
- Maurice Chaillot : lui-même
- Serge Gainsbourg : lui-même
- Michel Garneau : lui-même
- Louis Marcorelles : lui-même
- Gaston Miron : lui-même
- Michel Serres : lui-même
- Léopold Tremblay : lui-même

## Récompenses et distinctions

### Nomination
- 1987 : Nommé au Prix Génie dans la catégorie meilleur documentaire[3].